# 三陟警察署
三陟警察署（サムチョクけいさつしょ）は、江原地方警察庁所管の警察署である。

## 管轄区域
- 三陟市

## 沿革
- 1946年1月1日 -　設置
- 1948年11月1日 - 長省警察署設置により一部支所を移管
- 1961年7月22日 - 長省警察署を統合
- 1965年10月1日 - 長省警察署復活により一部支所を移管
- 1980年4月1日 - 東海警察署発足に伴い一部支所を移管。
- 1995年1月27日 - 1支所を太白警察署に移管

## 管轄地区隊
- 城内地区隊
- 汀羅地区隊
- 道渓地区隊

## 管轄派出所
- 近徳派出所
- 遠徳派出所
- 下長派出所
- 未老派出所
- 臨院派出所

## 管轄治安センター
- 校洞治安センター
- 新基治安センター
- 柯谷治安センター
- 道境界治安センター